# Bob Woodward
Bob Woodward, teljes nevén Robert Upshur Woodward (Geneva, Illinois, 1943. március 26. – ) Pulitzer-díjas amerikai tényfeltáró ujságíró, a Washington Post munkatársa, aki Carl Bernsteinnel közösen leleplező riportokat írt a Watergate-botrányról, és ezzel hozzájárult Richard Nixon elnök lemondásához.

## Magyarul
- A parancsnokok; ford. Bojtár Péter; Osiris, Bp., 1996 (Osiris könyvtár. Modern újságírás)
- A gazdaság karmestere. Greenspan és a Fed; ford. Radics László; Perfekt, Bp., 2001
- Bush háborúja; ford. Bojtár Péter; Bookmark, Bp., 2003
- A támadás terve; ford. Avar János; Geopen, Bp., 2004
- Félelem. Trump a Fehér Házban; ford. Bihari György, Bojtár Péter, Pétersz Tamás; Gabo, Bp., 2018